# Djebel Zrega
Djebel Zrega är ett berg i Algeriet, på gränsen till Tunisien.   Det ligger i provinsen Tébessa, i den nordöstra delen av landet, 500 km öster om huvudstaden Alger. Toppen på Djebel Zrega är 1 047 meter över havet.
Terrängen runt Djebel Zrega är platt åt nordväst, men åt sydost är den kuperad. Runt Djebel Zrega är det ganska glesbefolkat, med 47 invånare per kvadratkilometer. Närmaste större samhälle är Bir el Ater, 17,9 km väster om Djebel Zrega. Trakten runt Djebel Zrega är ofruktbar med lite eller ingen växtlighet.